# Sphaerotruncana
Sphaerotruncana es un género de foraminífero planctónico de la subfamilia Globotruncaninae, de la familia Globotruncanidae, de la superfamilia Globotruncanoidea, del suborden Globigerinina y del orden Globigerinida. Su especie tipo es Sphaerotruncana subsphaerica. Su rango cronoestratigráfico abarca desde el Campaniense hasta el Maastrichtiense (Cretácico superior).

## Descripción
Sphaerotruncana incluía especies con conchas trocoespiraladas, con forma ovoidal (biconvexa muy ensanchada); sus cámaras eran hemiesféricas axialmente muy ensanchadas; sus suturas intercamerales eran curvadas, elevadas, imbricadas y nodulosas en lado espiral, y curvadas y elevadas en el lado umbilical (carenas circumcamerales en ambos lados); su periferia era subredondeada a truncada, con dos carenas bordeando una amplia banda imperforada; su ombligo era estrecho; su abertura principal era umbilical-extraumbilical, con pórtico que se una un sistema de tegilla; presentaban pared calcítica hialina, finamente perforada, con una superficie pustulada.

## Discusión
El género Sphaerotruncana no ha tenido mucha difusión entre los especialistas. Difiere de otros globotruncánidos por la forma ovoidal de su concha. Clasificaciones posteriores incluirían Sphaerotruncana en la superfamilia Globigerinoidea.

## Clasificación
Sphaerotruncana incluye a la siguiente especie:
- Sphaerotruncana subsphaerica †